# Międzynarodowa Wystawa Sztuki Dekoracyjnej i Wzornictwa

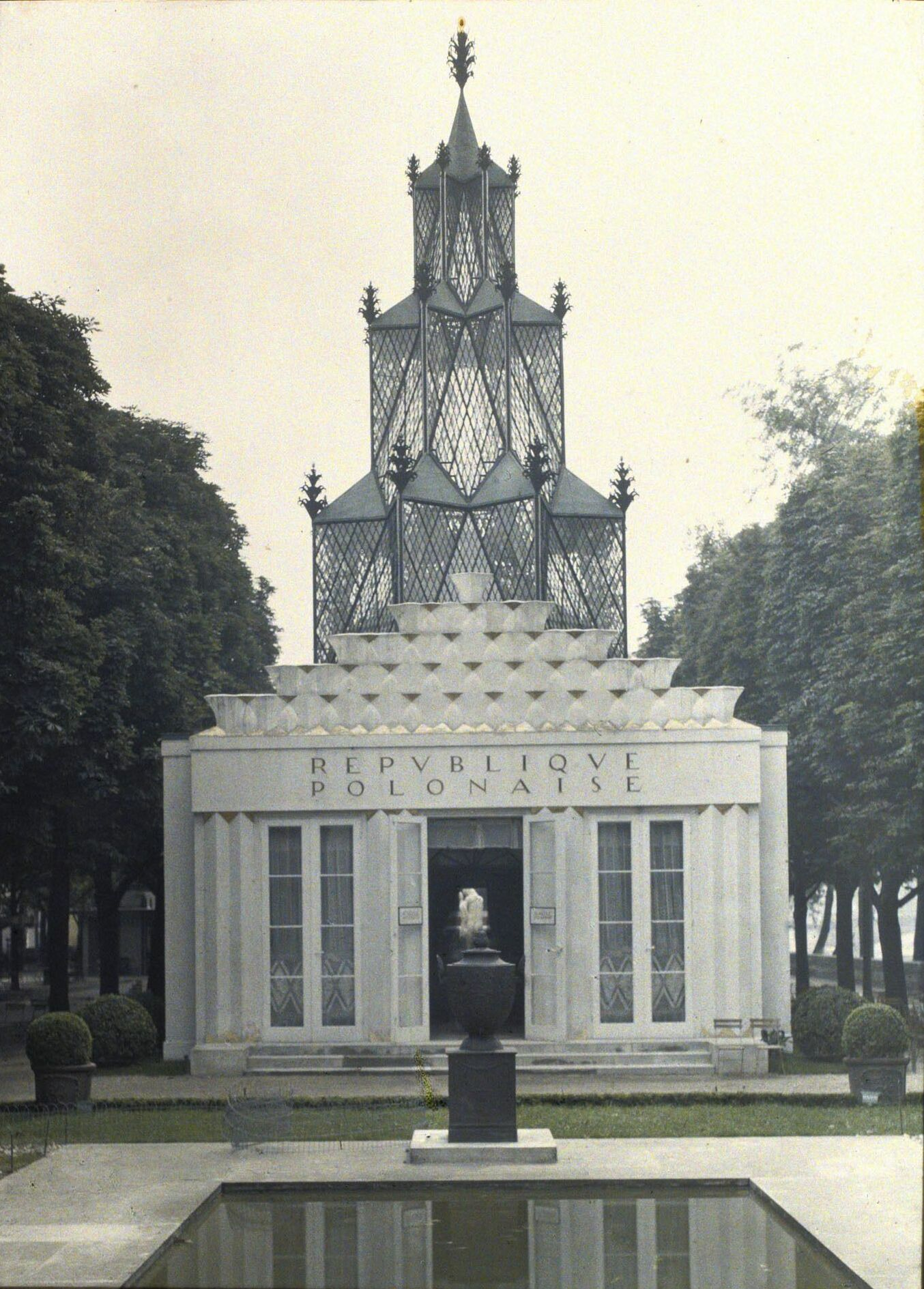
Polski pawilon Józefa Czajkowskiego w Paryżu, 1925 (Autochrome Lumière)

Międzynarodowa Wystawa Sztuki Dekoracyjnej i Wzornictwa (fr. Exposition internationale des arts décoratifs et industriels modernes) – paryska wystawa trwająca od 28 kwietnia do października 1925. Od francuskiej nazwy wystawy arts décoratifs pochodzi określenie stylu Art déco.

## Udział Polski w wystawie paryskiej
Pierwsza wystawa powszechna odbyła się w Londynie w 1851 r. i od tej pory wystawy były organizowane regularnie w odstępach kilkuletnich, a w 1851 r. jako zasadę przyjęto, że uczestnikami wystawy mogą być tylko państwa. Dotychczasowy udział Polaków na Wystawach Światowych był więc możliwy tylko w ramach reprezentacji państw zaborczych, wystawa w 1925 r. miała być więc pierwszą, na której Polska zadebiutuje jako samodzielne, niepodległe państwo. 
Jednym z komisarzy wystawy był polski krytyk sztuki Jerzy Warchałowski. Również polscy artyści odnieśli sukcesy na wystawie. Jan Szczepkowski otrzymał Grand Prix za kapliczkę Bożego Narodzenia. Zygmunt Kamiński otrzymał nagrodę za projekty nowych polskich banknotów. Również Zofia Stryjeńska, nazywana „księżniczką malarstwa polskiego” dorobiła się czterech Grand Prix, a także otrzymała wyróżnienie specjalne oraz Legię Honorową. Uważa się, że wystawa ta stanowiła początek polskiego art déco. Sam Warchałowski trzy lata później pisał: „...tam dopiero, nad brzegami Sekwany odzyskaliśmy naszą niepodległość artystyczną”.

## Zmiany w sztuce
W ostatnich latach XIX wieku w sztukach plastycznych – malarstwie, grafice, rzeźbie, powstającym właśnie wzornictwie przemysłowym – zapanowała Secesja (Art Nouveau, Jugendstil). Radykalizm, z jakim opanowała wszystkie dziedziny sztuk stał się wkrótce przyczyną przesytu. Już w latach I wojny światowej secesja odeszła w zapomnienie. Wyobraźnią zapanowała technika „wieku pary i elektryczności”. Bohaterem nowych czasów stał się inżynier, konstruktor, wynalazca, a także pilot i podróżnik zdobywający ostatnie białe plamy na mapach.
W sztuce zamiast kapryśnie pofalowanych splotów linii pojawiły się gładkie, krystalicznie cięte płaszczyzny, kwiaty irysów i lilli ustąpiły miejsca kołom zębatym i innym częściom maszyn. Sztuka awangardowa – kubizm, abstrakcja geometryczna – wywarła wpływ na nową sztukę użytkową.
Po kilku latach nadszedł czas na podsumowanie. Wystawa paryska 1925 stała się przeglądem nowej sztuki użytkowej. Poeta François Dufrêne powiedział: „Sztuka roku 1900 była domeną fantazji, sztuka roku 1925 jest domeną rozumu”.
Wystawa stała się pokazem nowego stylu życia, luksusu i bogactwa. Sztuka awangardowa stała się sztuką oficjalną. Le Corbusier pokazał na wystawie modułowy, jednoprzestrzenny dom jednorodzinny z antresolą i loggią nazwany Pavillon de l’Esprit Nouveau, który zapisał się w historii architektury i wzornictwa, ponieważ autor domagał się nowoczesnej architektury bez dekoracji, wbrew tematowi wystawy. Na wystawie pojawili się między innymi artyści radykalnej awangardy radzieckiej tacy jak Konstantin Mielnikow.